# Bandeira de Khabarovsk
A Bandeira de khabarovsk é um dos símbolos oficiais do Krai de Khabarovsk, uma subdivisão da Federação Russa. Foi adotada em 28 de julho de 1994.

## Descrição
Seu desenho consiste em um retângulo de proporção largura-comprimento de 2:3 dividido em três partes: duas faixas horizontais em branco e azul de mesma largura e um triângulo isósceles verde com a base no lado esquerdo da bandeira. O vértice interno triângulo é de 90 graus e coincide com a linha que divide a parte branca da azul. 

## Simbologia
As cores simbolizam: 
- Azul - um símbolo de beleza, suavidade, grandeza. Neste caso simboliza também água e extensa orla do Krai;
- Verde - a cor da esperança, alegria, abundância. Simboliza também a fauna e flora únicas dessa região, o "infinito mar de taiga";
- Branco - um símbolo da pureza, bondade, a inocência (modéstia). Na paleta que reflecte a bandeira sem nuvens, céu pacífica, limpa pensamentos habitantes da província Federação.

As cores azul e branca também coincidem com as cores da bandeira da Rússia. Já as cores branca, azul e verde são muito comuns nas bandeiras das regiões que compreendem a Sibéria.